# Snowy Shaw
Tommie Mike Christer Helgesson poznatiji pod umjetničkim imenom Snowy Shaw (Göteborg, Švedska, 25. srpnja 1968.) je švedski heavy metal glazbenik iz Göteborga. Svirao je sa sastavima kao što su King Diamond, Dream Evil, Mercyful Fate, IllWill, Notre Dame i Memento Mori. Svira gitaru i bubnjeve. U listopadu 2006. pridružio se simfonijskom metal sastavu Therion i pjevao je na albumu Gothic Kabbalah i pojavio se na turneji 2007. U kolovozu 2010. objavljeno je da je Snowy postao novi pjevač i basist sastava Dimmu Borgir iako je dan kasnije napustio sastav i vratio se u Therion.

## Diskografija
King Diamond
- The Eye (1990.)

Mercyful Fate
- Time (1994.)

Memento Mori
- Rhymes of Lunacy (1993.)
- Life, Death, and Other Morbid Tales (1994.)

Notre Dame
- Coming Soon to a Théâtre Near You!!! (1998.)
- Le Théâtre du Vampire (1999.)
- Nightmare Before Christmas (1999.)
- Abattoir, Abattoir du Noir (2000.)
- Coming Soon to a Theatre Near You, the 2nd (2002.)
- Demi Monde Bizarros (2004.)
- Creepshow Freakshow Peepshow (2005.)

Dream Evil
- Dragonslayer (2002.)
- Evilized (2003.)
- Children of the Night (2003.)
- The First Chapter (2004.)
- The Book of Heavy Metal (2004.)
- Gold Medal in Metal (2008.)

Loud 'N' Nasty
- No One Rocks Like You (2007.)

Therion
- Gothic Kabbalah (2007.)
- Live Gothic (2008.)
- Sitra Ahra (2010.)
- Les Fleurs du Mal (2012.)
- Live in Atlanta Rediviva and Beyond (2007.)

Dimmu Borgir
- Abrahadabra (2010.)

Theatres des Vampires
- Moonlighy Waltz (2011.)

Samostalni albumi
- Snowy Shaw is Alive! (2011.)
- The Liveshow: 25 Years of Madness in the Name of Metal (2014.)
- Live in Hell! (2015.)
- White Is the New Black (2018.)
- Be Kind to Animals or I'll Kill You (2018.)

Opera Diabolicus
- 1614 (2012.)
- Death on a Pale Horse (2021.)

Mad Architect
- Journey to Madness (2013.)
- Hang High (2015.)

Dark Embrace
- The Call of the Wolves (2017.)

Poison Pill
- Poison Pill (2017.)